# Il ponte di Maincy
Il ponte di Maincy (Pont de Maincy) è un dipinto a olio su tela (58,5x72,5 cm) realizzato tra il 1879 ed il 1880 dal pittore Paul Cézanne. È conservato nel Museo d'Orsay di Parigi.

## Storia
I primi proprietari del dipinto furono i signori Chocquet, che lo ebbero fino al 1889, quando lo venderono alla galleria Georges Petit di Parigi. In seguito l'opera fece parte della collezione Durand-Ruel fino al 1900. Dopo essere passata da un acquirente all'altro, nel 1955 un anonimo canadese acquistò la tela e decise di donarla alla repubblica francese. Il dipinto venne quindi esposto alla galleria nazionale dello Jeu de Paume fino al 1986, anno nel quale entrò nelle collezioni dell'ex-stazione ferroviaria divenuta un museo.

## Descrizione
Il quadro raffigura un ponte in parco nei pressi di Melun, una città limitrofa a Maincy nella quale Cézanne risiedeva allora. L'acqua sembra tingersi dei riflessi molteplici della struttura sovrastante ed è presente una certa luminosità che inonda il paesaggio fluviale. Oltre il ponte si trova una boscaglia fitta composta da alberi dai tronchi alti e sottili. Ciononostante, non c'è una vera prospettiva, e sembra che gli oggetti siano messi uno sopra l'altro.